# George Galamaz
George Galamaz (Bucarest, 4 aprile 1981) è un ex calciatore rumeno, di ruolo difensore.